# 一擊殺虫！！小惠惠
《一撃殺虫！！小惠惠》為日本漫畫家田中久仁彥的作品。本作品是在MediaWorks出版之漫畫月刊《電擊大王》上連載，基本上都是1話1頁的短篇漫畫，單行本共有1本，另外初回限定版中還附屬了約10分鐘長的OVADVD光碟。於2007年9月發售的《電撃黑魔王》上開始連載續篇《一擊殺虫！！小惠惠LEGACY》。
於2003年11月27日由科樂美製作並發售了PlayStation 2專用遊戲《一擊殺虫！！小惠惠》。

## 故事簡介
西元20XX年――害蟲克服了所有殺蟲劑的效力，為了要對抗牠們，日本企業MARS製藥開發取代殺蟲劑的超小型害蟲驅逐機器人，以HOIHOI為名上市！！

## 主要登場角色
油壺（配音：森久保祥太郎）
熱愛著HOIHOI的青年。在HOIHOI原本驅逐害蟲的使用目的以外投入了大量的金錢，因此總是過著把飯錢壓抑到極限的生活。
出羽君子（配音：那須惠）
在藥局工作的女性。相當喜好玩偶，並且會自己製作服裝給玩偶穿。對於HOIHOI有著不好的回憶（早上起床时见到HOIHOI在炫耀堆积如山的害虫尸体），會對HOIHOI相關的事物有厭惡感。
不死川睦美（配音：中原麻衣）
君子的朋友。是個在自己的房間中堆滿了INTERCEPTOR-DOLL的相關商品，並且在同人活動中進行角色扮演的狂熱愛好者。曾邀君子製作HOIHOI及COMBAT用的服裝並於同人活動販售，以及將限定販售的PEST-X於拍賣網站上轉賣時請君子抬價。
店長（配音：田中完）
君子工作的藥局的店長。
古屋敷（配音：大塚明夫）
MARS製藥內開發HOIHOI的關鍵人物，對HOIHOI投注了異常的感情，對於「KINRYU」所開發的COMBAT，也是有著相當異常的敵對心態。於開發會議中曾提出了HOIHOI用的噴射引擎飛行套件、強化外裝甲與雷射兵器等，但總是以失敗收場。
矢崎（配音：森久保祥太郎）
MARS製藥的員工。古屋敷的部下。經常提出與古屋敷對立的可供選擇的五色HOIHOI、DX HOIHOI屋等可愛路線的提案，而提案也常被公司採用。

### INTERCEPTOR-DOLL
HOIHOI（配音：釘宮理恵（动画），於PS2遊戲軟體中有田村由香里、平松晶子、野田順子、等額外4種類配音可選擇）
MARS製藥所開發的害蟲驅逐機器人。外觀是穿著女僕服的女孩子。除了有驅逐害蟲用的手槍之外，還能裝備預防火災用的水槍等各式各樣的武器，另外由於多樣化的服裝、裝備不斷推出的關係，在害蟲驅逐以外的領域具有相當程度的人氣。與後期所發展出的機體相比，性能已趨於低劣。
COMBAT（配音：田中理恵）
MARS製藥的敵對公司KINRYU所開發的害蟲驅逐機器人。與HOIHOI相比，是有著更加濃厚的軍事風格的產品。是否是KINRYU公司故意設計所為不明，與HOIHOI同時啟動的情況下，會判斷HOIHOI是害蟲並加以攻擊。會對使用者的命令給予回應，就算是無法理解的命令也是。
PEST-X
遭到停職處分並被MARS製藥開除的古屋敷，在美國所開發出的第3台INTERCEPTOR-DOLL。擁有專用的機車「朧」，能夠變形為「大鐵腕」模式，並藉由背後的USB插槽合體。在同一場所下若有KINRYU所開發的COMBAT，PEST-X會將其視為敵人並破壞。

## 遊戲
PlayStation 2專用軟體。是個操縱HOIHOI驅逐害蟲的闖關型3D動作遊戲。於2003年11月27日發售。限定版附有等身大的HOIHOI模型，通常版附有刊載著彩稿的小冊子。2006年3月2日以廉價版「科樂美精選集」的方式再發售。

### 配音員
- HOIHOI：釘宮理恵
- 酷HOIHOI：田村由香里
- HOIHOI姐：平松晶子
- 關西腔HOIHOI：桜るみ
- 女傑HOIHOI：野田順子
- COMBAT：田中理恵
- 油壺、矢崎：森久保祥太郎
- 出羽君子：那須惠
- 店長、旁白：山崎良平
- 古屋敷部長、OP旁白：大塚明夫

## OVA
『一撃殺虫!!小惠惠 OVA』。MediaWorks發行的漫畫初回限定版同梱DVD。2004年9月30日初版發行。

### 製作人員
- 企劃：佐藤辰男
- 原作：田中久仁彦
- 監督、脚本、分鏡：佐藤卓哉
- 動畫角色設計、作畫監督：越智信次
- 音響監督：明田川仁
- 宣傳：梅澤淳、大澤信博、安西武
- 共同宣傳：飯島直樹、神部宗之
- 動畫宣傳：石田博
- 製作進行：小野喜弘
- 宣傳公司：GENCO INC.
- 動畫製作：童夢
- 製作：MediaWorks

## 塑膠組裝模型
壽屋從2009年9月開始發售的，1／1比例塑膠組裝模型系列。
1. HOIHOI　2009年9月發售。定價3150日幣[1]
2. 多彩繽紛版HOIHOI～愛莉絲 Ver.～ 2009年10月發售。定價3150日幣（※現已結束販售）[2]
3. HOIHOI～重戰鬥 Ver.～　2010年3月發售。定價3990日幣[3]
4. COMBAT　2010年4月發售。定價3150日幣[4]
5. PEST-X　2010年6月發售。定價3150日幣[5]
6. 多彩繽紛版HOIHOI～重戰鬥夢魘 Ver.～　2010年6月發售。定價3990日幣[6]
7. COMBAT～戰術複合服 Ver.～　2010年7月發售預定。定價3150日幣[7]
8. 朧　2010年9月發售預定。定價3990日幣[8]
9. HOIHOI-Mini with HOIHOI運輸車　2010年11月發售預定。定價3675日幣[9]

## 外部連結
- .   [2010-01-16]. （原始内容存档于2008-02-07）. （日語）
- .   [2010-01-16]. （原始内容存档于2007-08-10）. （日語）